# Batalla de Farsetmore
La Batalla de Farsetmore tuvo lugar cerca de Letterkenny en el condado de Donegal, en el noroeste de Irlanda el 8 de mayo de 1567, entre los O'Neill y los O'Donnell. Shane O'Neill, jefe de los O'Neill de Tyrone, fue derrotado por Aodh mac Maghnusa Ó Domhnaill (Hugh O'Donnell padre de Red Hugh O'Donnell) y los O'Donnell acabaron con las aspiraciones de O'Neill de gobernar todo el Úlster.
Si Elizabeth, vuestra señora, es Reina de Inglaterra, yo soy O'Neill , Rey de Ulster; nunca hice las paces con ella sin haber sido requerido previamente por ella. No ambiciono el título abyecto de conde. . . . He obtenido ese reino por mi espada, y por la espada lo preservaré.' Respuesta de Shane O'Neill a un mensaje de la reina Elizabeth ofreciéndole un título inglés.

## Contexto
Shane O'Neill había ido eliminando en el transcurso de los 20 años anteriores a todos sus rivales dentro de los O'Neill y afirmó su autoridad sobre los clanes vecinos (o "septs") de MacDonnells en Antrim y de O'Donnell en Donegal. En 1566, el Lord Diputado de Irlanda, Henry Sidney, apoyó militarmente a los O'Donnell en contra de los O'Neill, que eran considerados una fuerza desestabilizadora y anti-inglesa en el norte de Irlanda. O'Neill expulsó a las tropas inglesas, pero el nuevo jefe O'Donnell, Hugh O'Donnell, aprovechó la oportunidad para afirmar su independencia y atacó el territorio de O'Neill en Strabane. En respuesta, O'Neill reunió a sus fuerzas y marchó al territorio de O'Donnell.

## La batalla
O'Neill cruzó a Tyrconnell (territorio O'Donnell) a la manera tradicional, a través del Río Swilly en an Fearsaid mhór (hoy Porterfields); esto es aproximadamente a 3 kilómetros al este de la actual Letterkenny. O'Donnell se enteró del avance y se preparó para el ataque enviando mensajeros a sus seguidores. Se estima que el ejército de O'Neill estaba formado por unos 2.000 hombres y estaba compuesto por Caballería (Nobleza), Gallowglass, Kearn y un pequeño grupo de soldados ingleses que habían desertado proporcionándole modernas armas y entrenamiento a sus tropas. O'Donnell contaba inicialmente con tan sólo 40 soldados de infantería y 80 caballeros (su guardia personal).
Los jinetes de O'Donnell comenzaron a acosar a los hombres de O'Neill inmediatamente después de vadear el río, permitiendo a O'Donnell un pequeño espacio para reubicar sus tropas en una posición más defendible, en Magherennan. Cuándo su señor estaba en posición, la caballería de O'Donnell se retiró y allí O'Donnell esperó refuerzos. Mientras su adversario esperaba, O'Neill instaló su campamento en Cluain Aire junto al Río para cubrir el vado. Cuando finalmente las tropas de O'Donnell llegaron, sumaron en total 400 Gallowglass de la familia MacSweeney. Con esta paridad virtual en la (normalmente) decisiva infantería pesada de O'Donnell avanzó sobre el campamento de O'Neill. Shane fue el primero en advertir el ataque, y dijo:
‘ Me sorprende y maravilla que esa gente no encuentre más fácil hacer plenas concesiones y someterse que venir hacia nosotros para ser inmediatamente masacrados y destruidos.' AFM 1563
Esta declaración, hecho justo cuando ambos ejércitos se encontraron, debe haber sido un último intento de motivar a su sorprendido ejército. Significativamente la principal fuerza de O'Donnell había utilizado el terreno para esconder su avances hasta que fuera demasiado tarde para O'Neill el desplegar a sus Gallowglass en línea de combate para contener al enemigo mientras que su caballería se montaba. El ejército de O'Neill fue cogido completamente por sorpresa, de un modo similar al que ellos mismos habían tomado a los MacDonnell en Glentaisie en 1565. A pesar del elemento sorpresa y de la falta de espacio de maniobra de O'Neill, la resistencia de los gallowglass de O'Neill obtuvo un éxito inicial, según los Anales de los Cuatro Maestros, la acción duró "mucho tiempo". Finalmente, cuando la línea de gallowglass se vino abajo, cundió el pánico en la retirada de los hombres de Shane. La presión de O'Donnell continuó tan ferozmente que las huestes de O'Neill fueron empujadas hacia el vado e intentaron cruzar el Swilly. Como la marea estaba subiendo, muchos simplemente se ahogaron en la fuerte corriente de las aguas (4–7 nudos de media). Las pérdidas de O'Neill se estiman por sus enemigos en 1.400 hombres muertos y no se mencionan prisioneros, pere a que las fuentes inglesas indican una cifra más creíble de 680 muertos. Con muchos de sus mejores comandantes y consejeros muertos en el caos, O'Neill consiguió escapar de la masacre final gracias a la oportuna ayuda de los Gallaghers, que le guiaron hasta Ath un Tairsi cerca de Crieve Smith (actual Oldtown), dónde le escoltaron hasta su propio territorio.

## Las consecuencias
Muchos de los Donnelleys, la familia adoptiva de Shane y su apoyo principal, le habían defendido hasta el final y fueron diezmados en Farsetmore. Abandonado por su tanisté y todo su Urríthe, literalmente reyes menores, y con la destrucción de su ejército, la 'fuerza más poderosa que la Irlanda gaélica había presenciado', Shane empezó buscar fuerzas mercenarias para sostenerle hasta que pudiera recuperarse. Sin ninguna otra opción, optó por contratar a un grupo contratado el año anterior para luchar contra él por William Piers de entre los MacDonald de Dunnyveg. Llegó a su campamento en Cushendun con un pequeño grupo de seguidores y durante las negociaciones tuvo lugar un altercado en el que Shane fue asesinado. A pesar de ser planeado por Piers, este asesinato ha pasado a la historia como una respuesta a la acción militar de Shane contra los MacDonald en 1565. Shane fue enterrado en un lugar llamado CrossSkern Church en Ballyterrim en las colinas situadas sobre Cushendun, posteriormente sus restos fueron exhumados y su cabeza enviada a Dublín.